# Dendrobium aemulum
Dendrobium aemulum är en orkidéart som beskrevs av Robert Brown. Dendrobium aemulum ingår i släktet Dendrobium, och familjen orkidéer.

## Underarter
Arten delas in i följande underarter:
- D. a. aemulum
- D. a. callitrophilum

## Bildgalleri

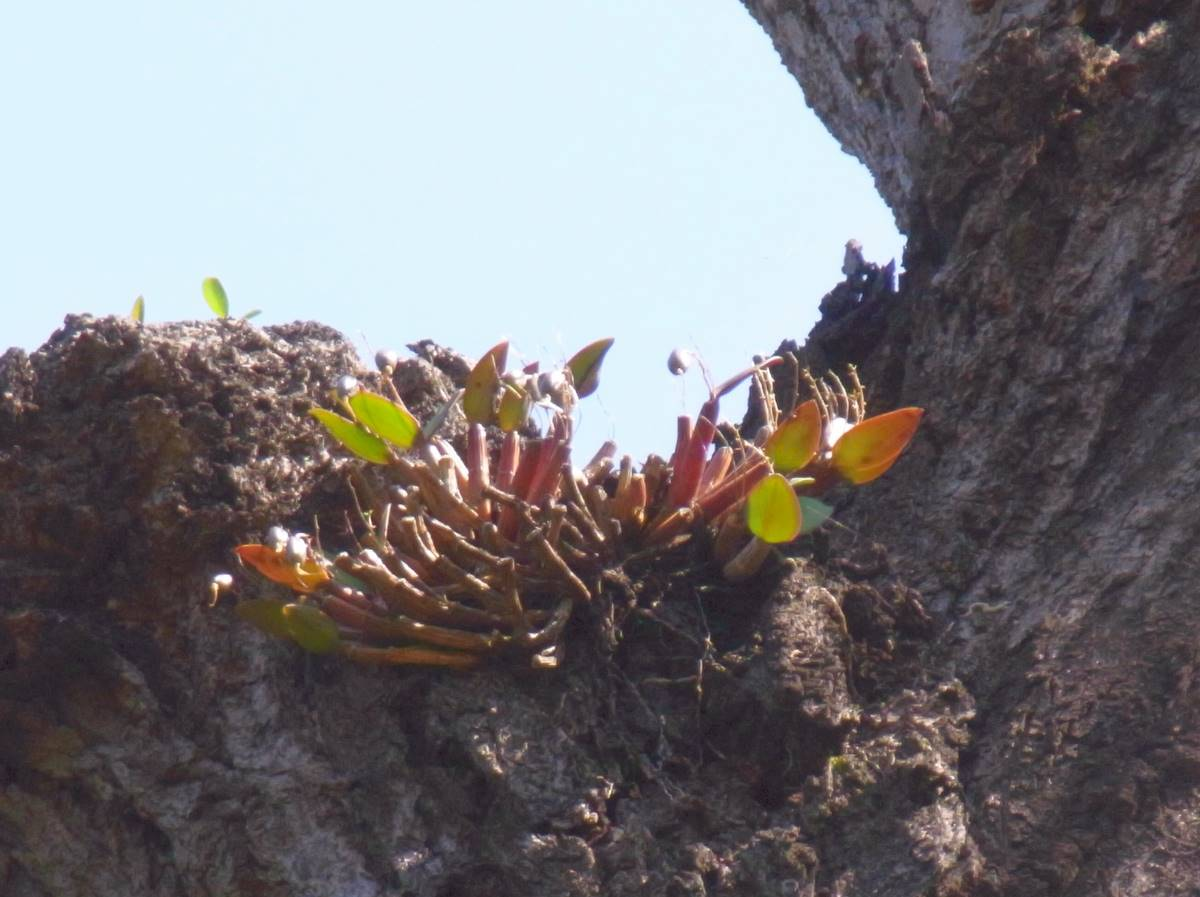
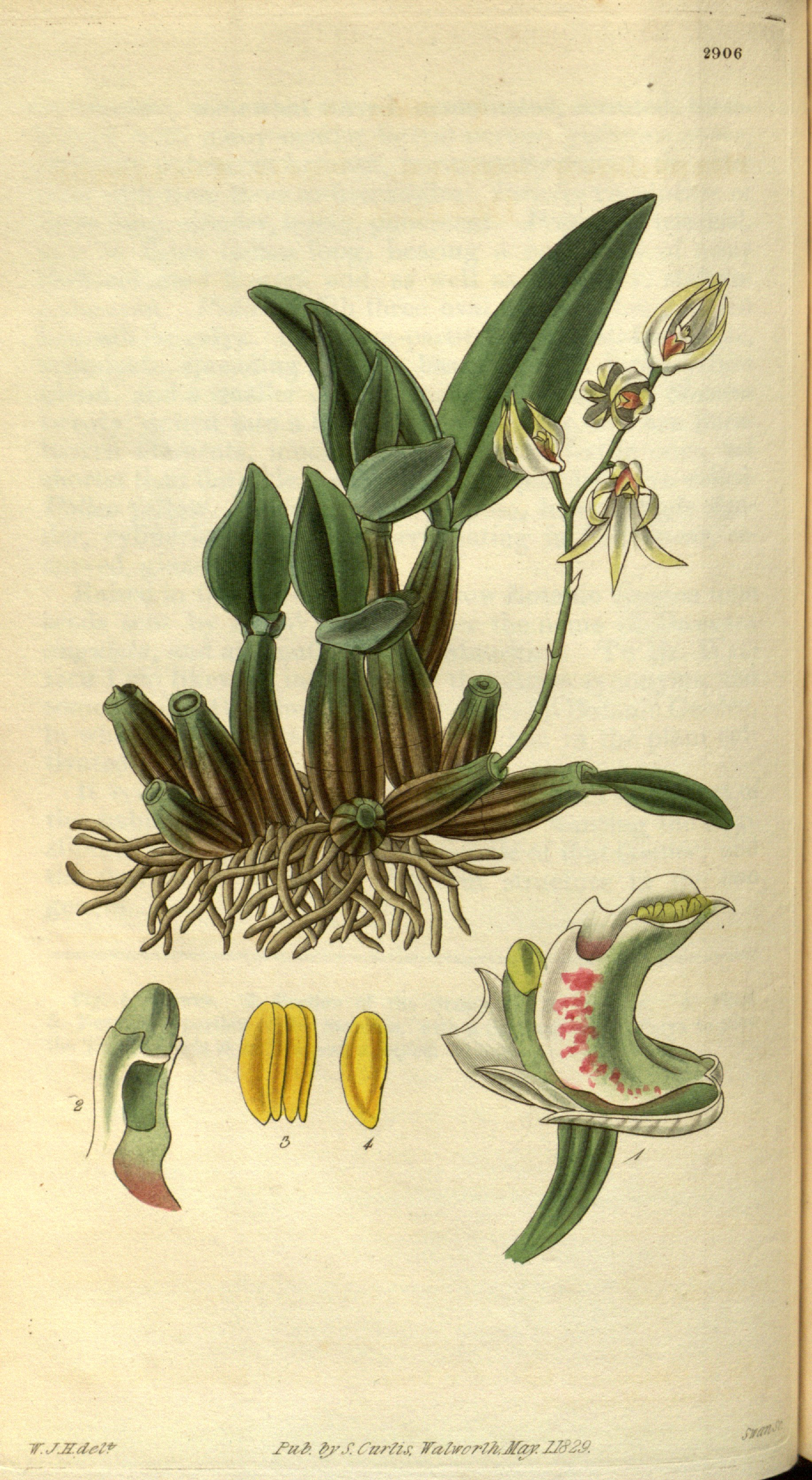
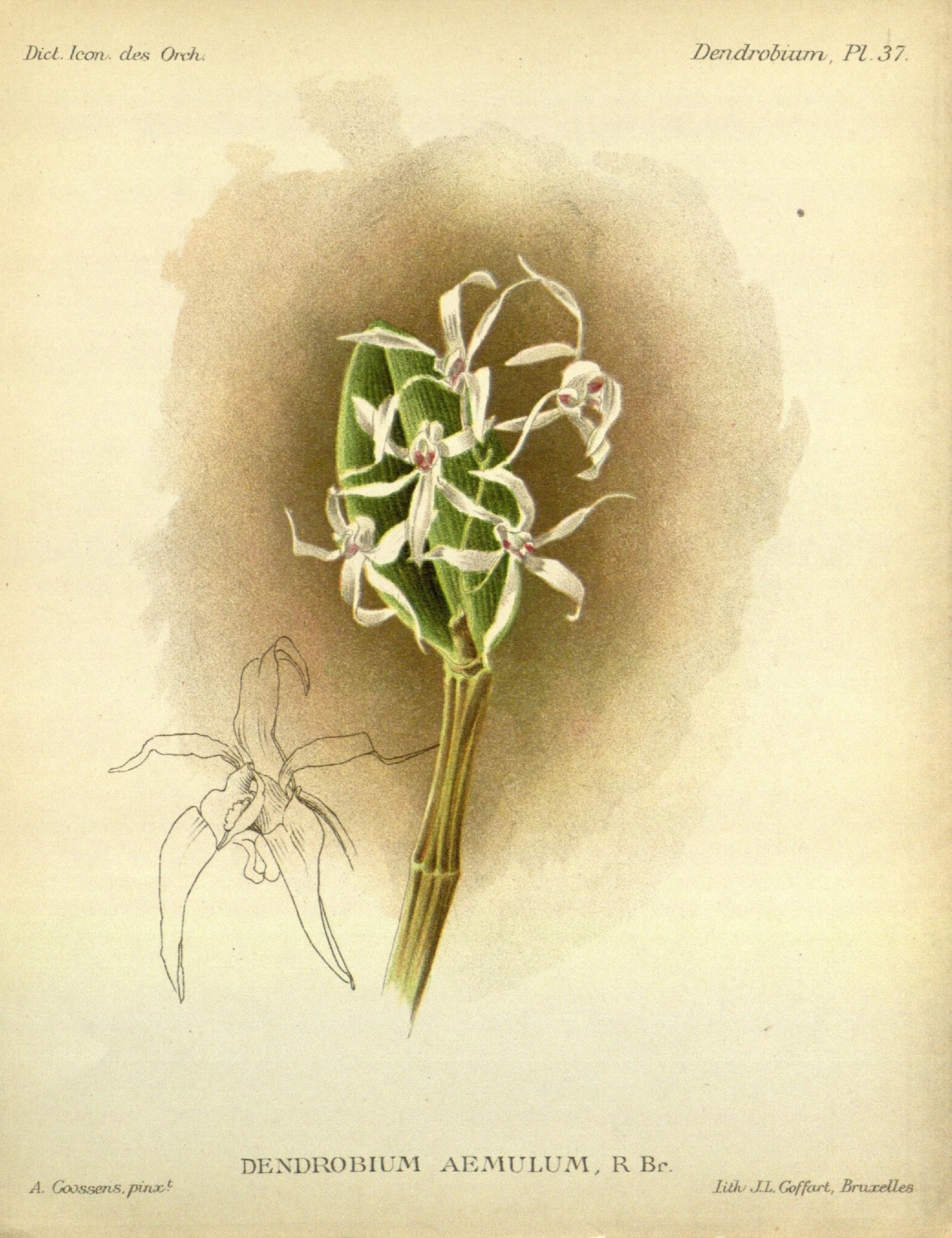
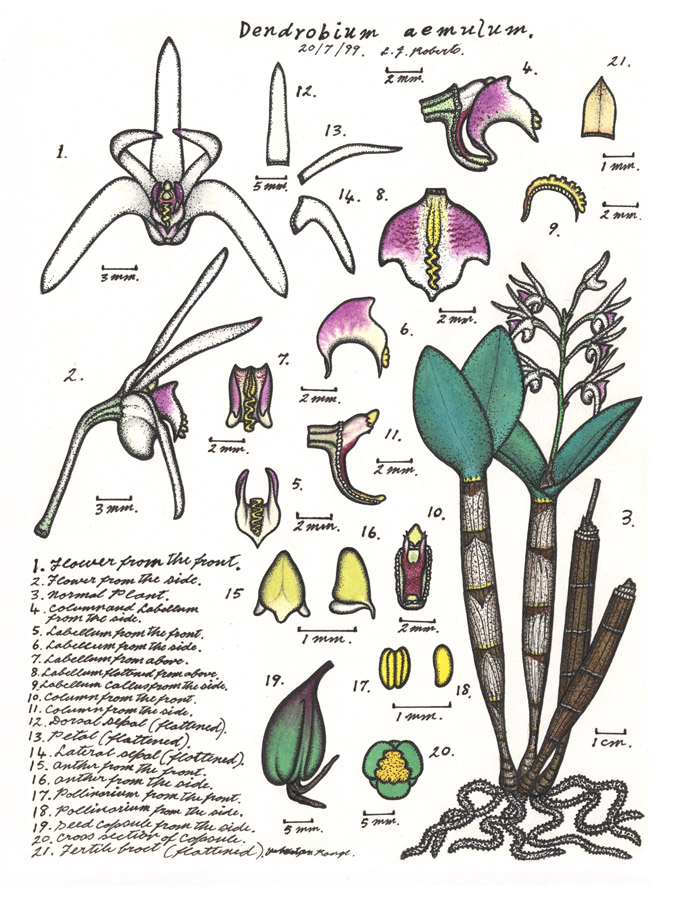